# Clavitheca poeltii
Clavitheca poeltii là một loài Rêu trong họ Funariaceae. Loài này được (Ochyra) O. Werner, Ros & Goffinet mô tả khoa học đầu tiên năm 2007.